# Copa Juan Pinto Duran 1976-77
Copa Juan Pinto Duran 1976-77 – piąta edycja turnieju towarzyskiego o Puchar Juana Pinto Durana między reprezentacjami Urugwaju i Chile rozegrana w latach 1976–1977.

## Mecze
| 6 października 1976 Santiago |  | Chile | 0 | - | 0 | Urugwaj |

| 30 stycznia 1977 Montevideo |  | Urugwaj | 3 | - | 0 | Chile |

## Końcowa tabela
| M | Reprezentacja | L.m. | Zw. | Rem. | Por. | Bramki | R.br. | Pkt |
| 1 | Urugwaj       | 2    | 1   | 1    | 0    | 3:0    | +3    | 3   |
| 2 | Chile         | 2    | 0   | 1    | 1    | 0:3    | -3    | 1   |

Triumfatorem turnieju Copa Juan Pinto Duran 1976-77 został zespół Urugwaju.